# Šatrijos Ragana

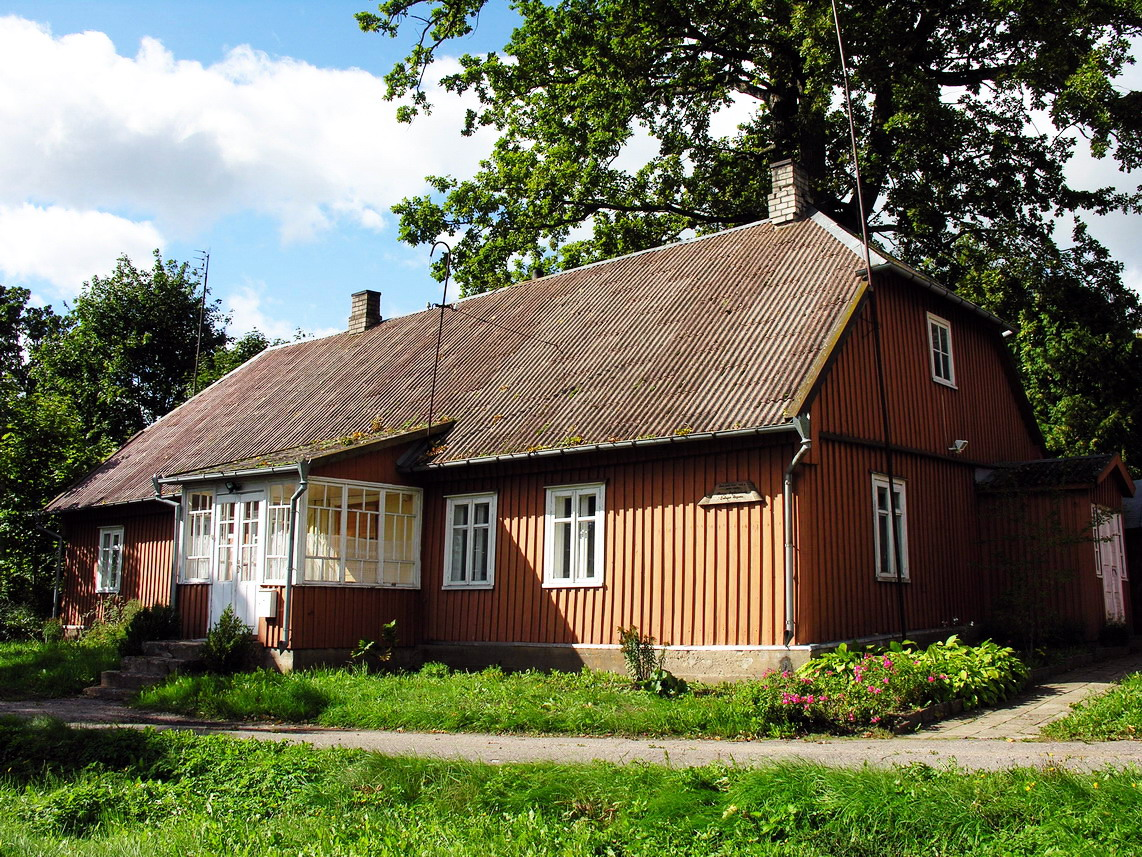
Maison de Marija Pečkauskaitė en Židikai de 1915 à 1930

Marija Pečkauskaitė, plus connue sous son nom de plume Šatrijos Ragana, est une écrivaine humaniste et romantique lituanienne née le 8 mars 1877 à Medingėnai et décédée le 24 juillet 1930 à Židikai. Elle est également connue pour son travail autour de l'éducation. Ses œuvres les plus célèbres sont Sename dvare (En état ancien) et Irkos tragedija (La Tragédie d'Irka).

## Biographie
Née à Medingėnai (gouvernement de Kowno) en 1877 d'une famille issue de la noblesse lituanienne, Pečkauskaitė est élevée dans la culture polonaise. Cela ne l'empêche pas de se lier d'amitié avec des paysans lituaniens et, influencée par son instituteur Povilas Višinskis (en), rejoint le renouveau national lituanien. En raison de sa mauvaise santé et de ses frais de scolarité élevés, Pečkauskaitė n'obtient pas son diplôme de son école de Saint-Pétersbourg et est poussée à finir ses études dans une école privée près d'Užventis. Višinskis traduit ses premiers livres, écrits en polonais, vers le lituanien et les publie dans plusieurs périodiques libéraux lituaniens, tels que Varpas et Ūkininkas. Cependant, en désaccord avec la ligne éditoriale de ces magazines, Pečkauskaitė décide de faire confiance aux journaux pro-catholiques dont Tėvynės sargas. Après la mort de son père en 1898, la famille déménage à Šiauliai, l'ancienne maison étant vendue pour résorber des dettes. En 1905, elle obtient une bourse de scolarité de l'organisme de charité Žiburėlis, créé par Gabrielė Petkevičaitė-Bitė, afin d'étudier la pédagogie à l'université de Zurich et à l'université de Fribourg. Pendant ses études, elle rencontre Friedrich Wilhelm Foerster et devient grandement influencée par sa vision de l'éducation ; elle a traduit plusieurs de ses travaux en lituanien. Après être revenue en Lituanie en 1907, Pečkauskaitė reste temporairement à Šaukotas puis Vilnius. Elle participe au premier Congrès des femmes lituaniennes et est élue à sa vice-présidence. En 1909, elle est embauchée par la Société Žiburys en tant que professeur dans un établissement scolaire de Marijampolė. En 1915, elle déménage à Židikai, où elle passe le restant de ses jours en tant qu'enseignante. Elle est activement investie dans la vie culturelle de la ville, promouvant l'abstème, organisant une chorale d'enfants et des évènements caritatifs. Pour ses travaux en pédagogie, Pečkauskaitė a été récompensée d'un diplôme honorifique de l'université Vytautas-Magnus en 1928. Elle meurt à Židikai le 24 juillet 1930.

## Œuvre
Pečkauskaitė publie son premier texte en 1896, il s'agit d'une courte histoire intitulée Margi paveikslėliai (Images colorées). Ses textes reflètent les changements sociaux de son époque : des domaines aux villages, des anciens nobles aux paysans, de la culture polonaise à la culture lituanienne. Tous ses personnages sont des individus très romantiques, vivant selon les idéaux chrétiens. Ils se sacrifient par altruisme au bénéfice de la société. Par exemple, un personnage, Viktutė, sacrifie sa carrière dans les arts pour devenir enseignant dans un petit village ; ou un villageois de Vincas Stonis (1906) qui reprend avec succès la ferme de son père et le convainc de revenir d'Amérique. Pečkauskaitė était l'un des premiers auteurs lituaniens à créer des personnages profonds et complexes, analysant non seulement leur psychologie, mais aussi leur spiritualité.
Sa nouvelle la plus acclamée par la critique, Sename dvare, est quelque part autobiographique. Il décrit la famille d'un propriétaire terrien de Samogitie. Les propriétaires de domaines et de manoirs, contrairement aux écrits de Žemaitė ou de Lazdynų Pelėda, ne sont pas des relais d'injustice sociale, mais l'un des derniers représentants d'une culture, d'idées et de valeurs anciennes. A travers la description de Mamatė (une abréviation d'un diminutif de "mère"), l'auteur exprime la réalisation que la vie physique est temporaire, mais que l'existence métaphysique est permanente. Comme dans d'autres travaux, les parties qui traitent de l'enfance sont spécialement lumineux et chaleureux, colorés par des souvenirs d'amour, de rêves et d'aspirations, penchant vers l'impressionnisme. A l'inverse, l'histoire courte Irkos tragedija raconte la destruction du monde d'une jeune fille innocente par la dure réalité et un échec familial.